# Туризм в Ростовской области

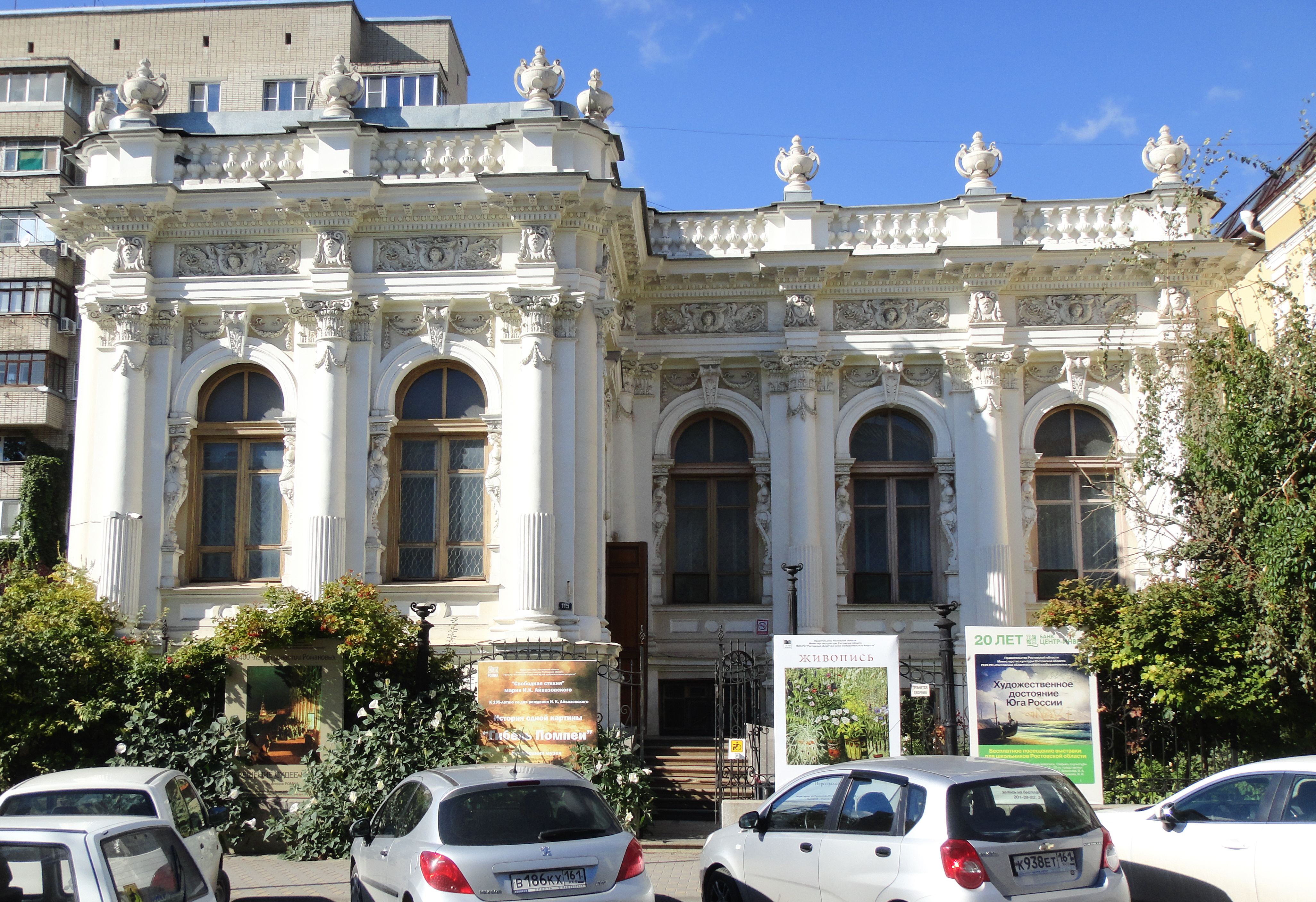
Ростовский областной музей изобразительных искусств

Туризм в Ростовской области — отрасль экономики региона РФ, занимающаяся предоставлением туристических услуг населению.
Каждый год Ростовскую область посещают около миллиона туристов. Туристский ресурс области включает в себя до 800 объектов туриндустрии. Развитию туризма в Ростовской области способствуют наличие уникальных природных объектов (государственный природный заказник «Цимлянский»), памятников истории, культуры и искусства, развитая инфраструктура. Туризм региона находится в ведении Министерства культуры Ростовской области. Доходы от туризма составляют 1,2 % от общего дохода валового регионального продукта Ростовской области.

## Общая характеристика

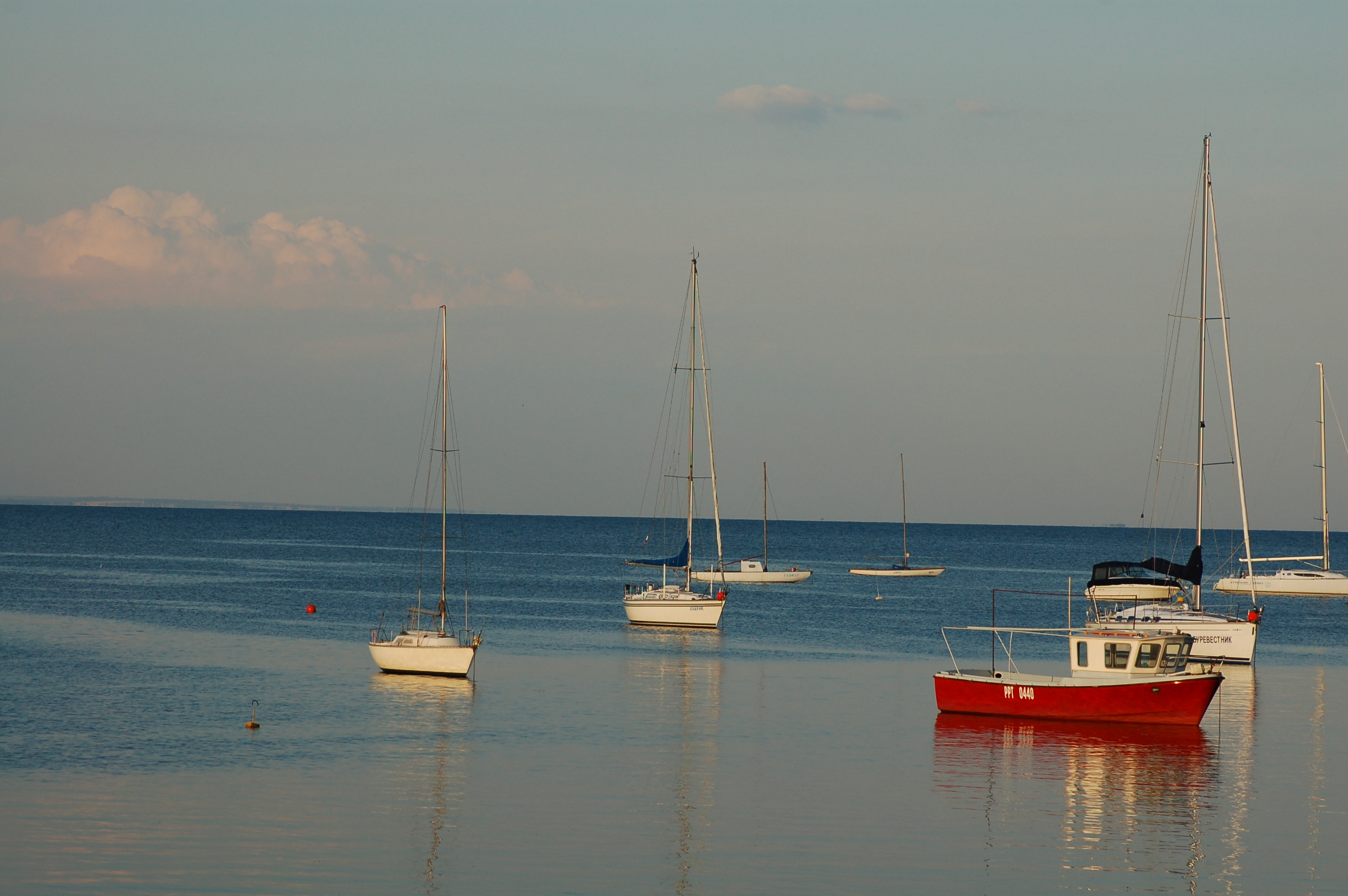
Вид на залив в Таганроге

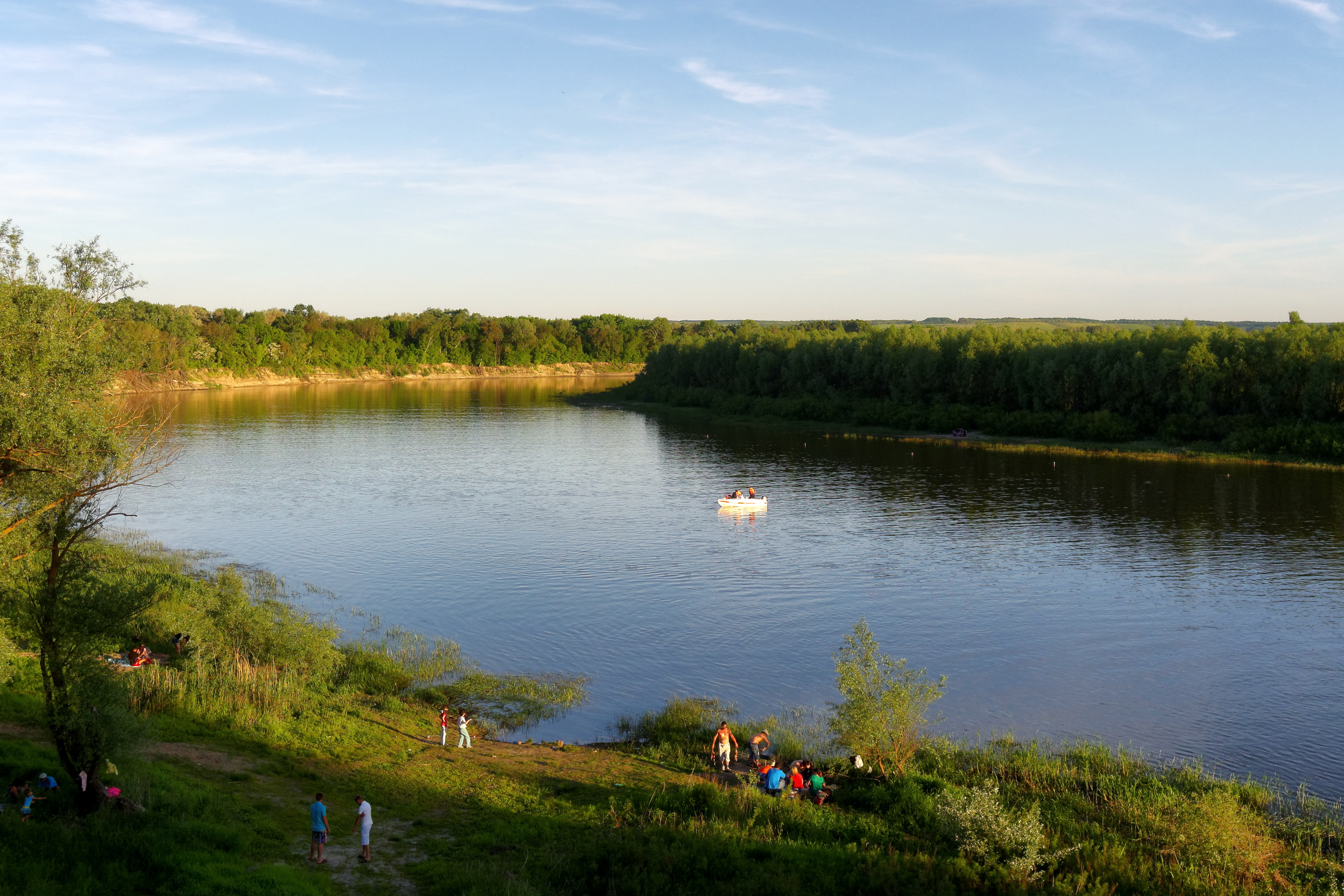
Река Дон в станице Вёшенская

Благодаря наличию на территории области значительного числа историко-культурных объектов и памятников природы, её туристский потенциал обладает достаточными возможностями в дальнейшем развитии культурно-познавательной сферы. Природа Дона располагает привлекательными рекреационными ресурсами, что благоприятствует развитию санаторно-курортных и оздоровительно-спортивных направлений туризма. 
Достаточно комфортные климатические условия в течение значительной части календарного года, богатство культурно-этнографических традиций, наличие развитого транспортного сообщения (железные и автодороги, авиалинии, водные пути) с другими субъектами России и странами ближнего и дальнего зарубежья характеризуют Ростовскую область как перспективный регион в общероссийском сегменте индустрии туризма. Характеризуя в целом направление самоорганизованного туризма Ростовской области, можно сказать, что наиболее представительным его видом является рекреационный туризм. Природный ландшафт побережья Азовского моря характеризуется безопасной глубиной, пологим берегом, мелкоракушечными и песчаными пляжами. Купальный сезон в среднем длится с мая по сентябрь (температура морской воды в этот период колеблется в пределах от +18°C до +25 °C). Кроме этого на территории Азовского района можно пройти курс самолечения в грязевых солёных озёрах (Пелёнкинском, Тузловском, Грузском). Выборочный опрос туристов показал, что 58,6 % отдыхающих — жители Ростовской области, 38,3 % — россияне из других регионов, 3,1 % — иностранцы, из которых три четверти — граждане стран СНГ. Основная часть российских туристов прибыла из Центрального (35,7 %), Южного (без учёта Ростовской области) (25,7 %), Северо-Западного (8,3 %) и Северо-Кавказского (7,5 %) федеральных округов.
Также в регионе развит событийный туризм, который представлен крупными мероприятиями по степени посещаемости и уровню организации: Всероссийский фестиваль военно-исторических клубов в Азове,  Межрегиональный фестиваль авторской песни в станице Романовской, Международный литературно-фольклорный фестиваль «Шолоховская весна» в станице Вёшенской, фестиваль казачьего фольклора в станице Старочеркасской. В 2015 году эти фестивали посетили 21,5 тысяч человек.
Основной поток туристов (71,9 %) попадает в Ростовскую область на личном автомобильном транспорте, ещё 20,9 % на автобусах. Через регион проходит федеральная трасса М-4 «Дон». 4,4 % туристов пользуются железнодорожным транспортом. В областном центре расположена одна из крупнейших узловых железнодорожных станций Ростовской области — Ростов-Главный, прямое и транзитное сообщение с которой в летний период имеют города Белоруссии, Украины, Абхазии, всех федеральных округов России, кроме Дальневосточного. 1,5 % пребывают в область воздушным транспортом в единственный принимающий пассажирские воздушные суда аэропорт в Ростове-на-Дону. Главная водная артерия Ростовской области — река Дон соединена Волго-Донским каналом с Волгой, что позволяет обеспечивать сообщение водным транспортом с приволжскими городами, а также с Москвой. 1,5 % посещающих Ростовскую область туристов пользуются круизными теплоходами. Центрами круизного туризма помимо областного центра являются станицы Старочеркасская и Романовская, город Константиновск.  
В 2014 году была проведена оценка расходов туристов на территории Ростовской области на приобретение различных видов товаров и услуг. В результате было рассчитано, что туристы за год потратили 4,832 миллиарда рублей. Из этой суммы 3,315 миллиарда рублей составили расходы на проживание, 959 миллионов рублей — на питание в столовых, кафе, ресторанах и пунктах быстрого питания, 286 миллионов — на покупку продовольственных товаров. Суммарный оборот организаций и индивидуальных предпринимателей, обслуживающих туристов, посещающих Ростовскую область составил в 2014 году 2,194 миллиарда рублей.

## Туристические ресурсы

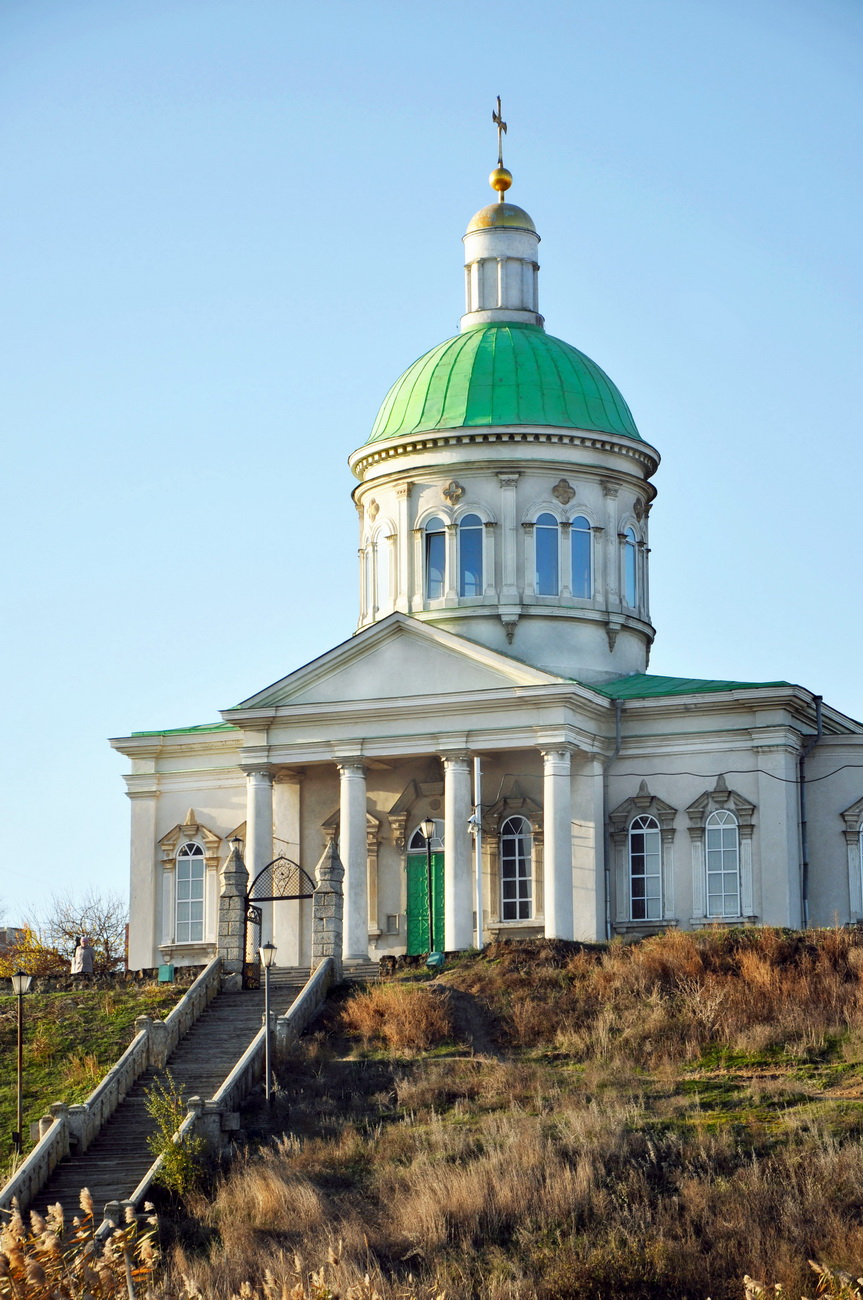
Армянская Апостольская церковь Сурб Хач

К основным ресурсам туристического потенциала Ростовской области относятся места, связанные с известными уроженцами области: Михаила Александровича Шолохова (Государственный музей-заповедник М. А. Шолохова), Антона Павловича Чехова (Дом-музей А. П. Чехова в Таганроге), Анатолия Калинина, Александра Солженицына, императора Александра I (дворец Александра I в Таганроге), военачальников А. Суворова («Домик Суворова»), С. Будённого (Дом-музей С. М. Будённого) и другие. На территории Ростовской области открыто около восьми тысяч археологических объектов культурного наследия.
В области имеют перспективы развития познавательный, водный, экологический, сельский, этнографический, «винный» (фестиваль «Донская лоза») и другие виды туризма. Обретает популярность летний отдых на побережье Азовского моря, наиболее распространён пляжный отдых в Таганроге, Неклиновском районе, на Павло-Очаковской косе и вблизи хутора Чумбур-Коса.
Россияне и иностранцы проявляют интерес к архитектурным памятником Ростова-на-Дону, памятникам станицы Старочеркасской, археологическому музею-заповеднику «Танаис», исторической реконструкции Азовского осадного сидения донских казаков 1641 года. В донских музеях собраны полотна известных живописцев XVIII—XX веков, коллекции находок золота скифо-сарматского периода, этнографические коллекции, военная техника.

Вознесенский Войсковой Кафедральный собор

Паломнические маршруты по Ростовской области связаны со святыми местами, храмами, монастырями, святыми мощами многих чтимых святых. Ростовская-на-Дону и Новочеркасская епархия располагает кафедральными соборами: Рождества Пресвятой Богородицы в Ростове-на Дону, Патриаршим Вознесенским войсковым всеказачьим кафедральным собором г. Новочеркасска. В 2011 году решением Священного Синода в области образованы две новые епархии — «Шахтинская и Миллеровская» и «Волгодонская и Сальская».
К святым земли Донской относятся: Святитель Митрофан, обретший известность как обличитель раскола и сподвижник патриотических начинаний царя-реформатора Петра I, Святой блаженный Павел Таганрогский (Стожков) (1792—1879), Священномученик Николай Попов (1864—1919), Священномученик Захария (Лобов) — архиепископ Воронежский, бывший епископ Аксайский, викарий Донской епархии (1923), Святитель Досифей Молдавский, Священномученик Димитрий (Добросердов) — епископ Можайский, Священномученик Амфилохий (Скворцов).
Для туристов и жителей области организуются фестивали «Воспетая степь», «Шолоховская весна», «Донская уха», «Азовское сидение», «Донская лоза», международный фестиваль спектаклей для детей и молодежи «Минифест», международный театральный фестиваль «На родине А. П. Чехова».
В 2020 году в области открылся музейный комплекс Великой Отечественной войны «Самбекские высоты», аналогичный московскому музею на Поклонной горе, построен футбольный стадион «Ростов Арена» в рамках программы проведения чемпионата мира по футболу 2018 года в России.
К услугам туристов в области 9 профессиональных театров (из них два театра для детей и юношества), цирк, 49 музеев, 14 санаториев с целебными природными лечебными факторами (минеральные воды, лечебные грязи), 54 стадиона, каждый из которых рассчитан на более 1 500 зрителей. В области принята Государственная программа «Развитие культуры и туризма» до 2020 года с объемом финансирования на 2014—2020 годы в 13 272 369,7 тыс. рублей.

## Достопримечательности

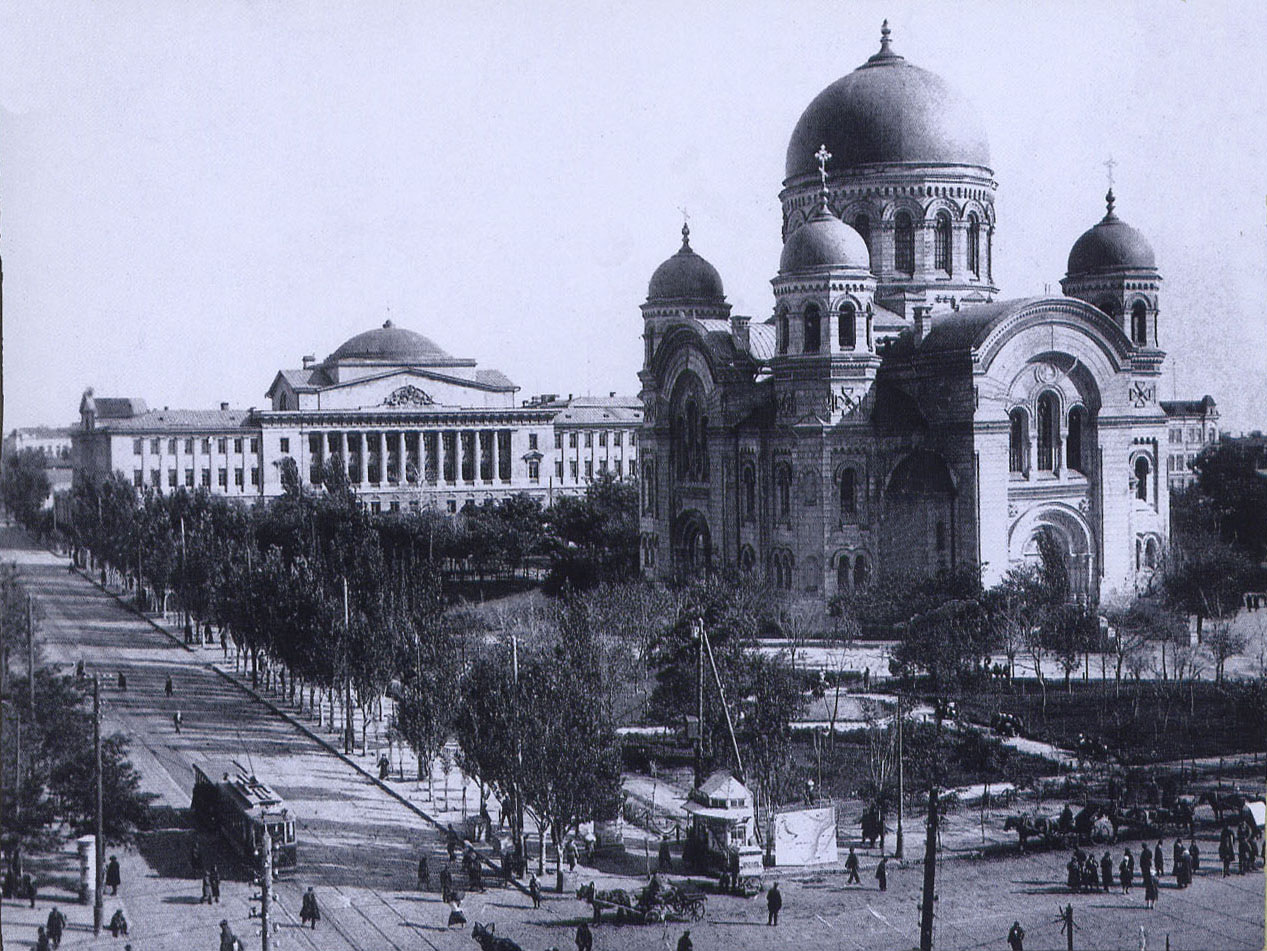
Александро-Невский собор и здание Госбанка

К известным достопримечательностям Ростова-на-Дону относятся:
- Ливенцовская крепость.
- Дом Маргариты Черновой.
- Кафедральный собор рождества пресвятой Богородицы с расположенным рядом памятником Святителю Димитрию Ростовскому.
- Здание Государственного банка.
- Фонтан на Театральной площади.
- Главный корпус Варшавского университета.
- Главный корпус Южного федерального университета.
- Мемориальный комплекс «Павшим воинам».
- Ростовский областной музей изобразительных искусств.
- Памятник А. С. Пушкину (автор памятника — Г. А. Шульц, архитектор — М. А. Минкус).

Достопримечательности в городе Таганроге:
- Дворец Алфераки (архитектор — А. И. Штакеншнейдер).
- Дворец Александра I.
- Литературный музей А. П. Чехова.
- Музей Фаины Раневской.
- Таганрогский художественный музей.
- Таганрогский военно-исторический музей.
- Дом Чайковского. В доме жил морской офицер Ипполит Ильич Чайковский[21]. В гости к брату в 1886, 1888 и 1890 годах приезжал композитор Пётр Ильич Чайковский, он останавливался в этом доме[21].

В разных местах Ростовской области расположены: Азовский историко-археологический и палеонтологический музей-заповедник, в котором собраны экспонаты эпохи бронзы, раннего железного века, средневековья, собрание нумизматики и др.; Археологический музей-заповедник Танаис с раскопками древнего города и некрополя; Пороховой погреб в Азове с диорамой художника А. Чернышева «Штурм Азова 18 июля 1696 года»; Аксайский военно-исторический музей с подземными каменными помещениями и Мемориальным комплексом «Переправа», Государственный музей-заповедник М. А. Шолохова c мемориальным домом в хуторе Кружилинском, где родился М. А. Шолохов, домом в станице Вёшенской, где писатель жил в 1930-е годы и работал над книгами «Тихий Дон» и «Поднятая целина», памятник Ермаку в Новочеркасске (скульпторы М. М. Микешин, В. А. Беклемишев).

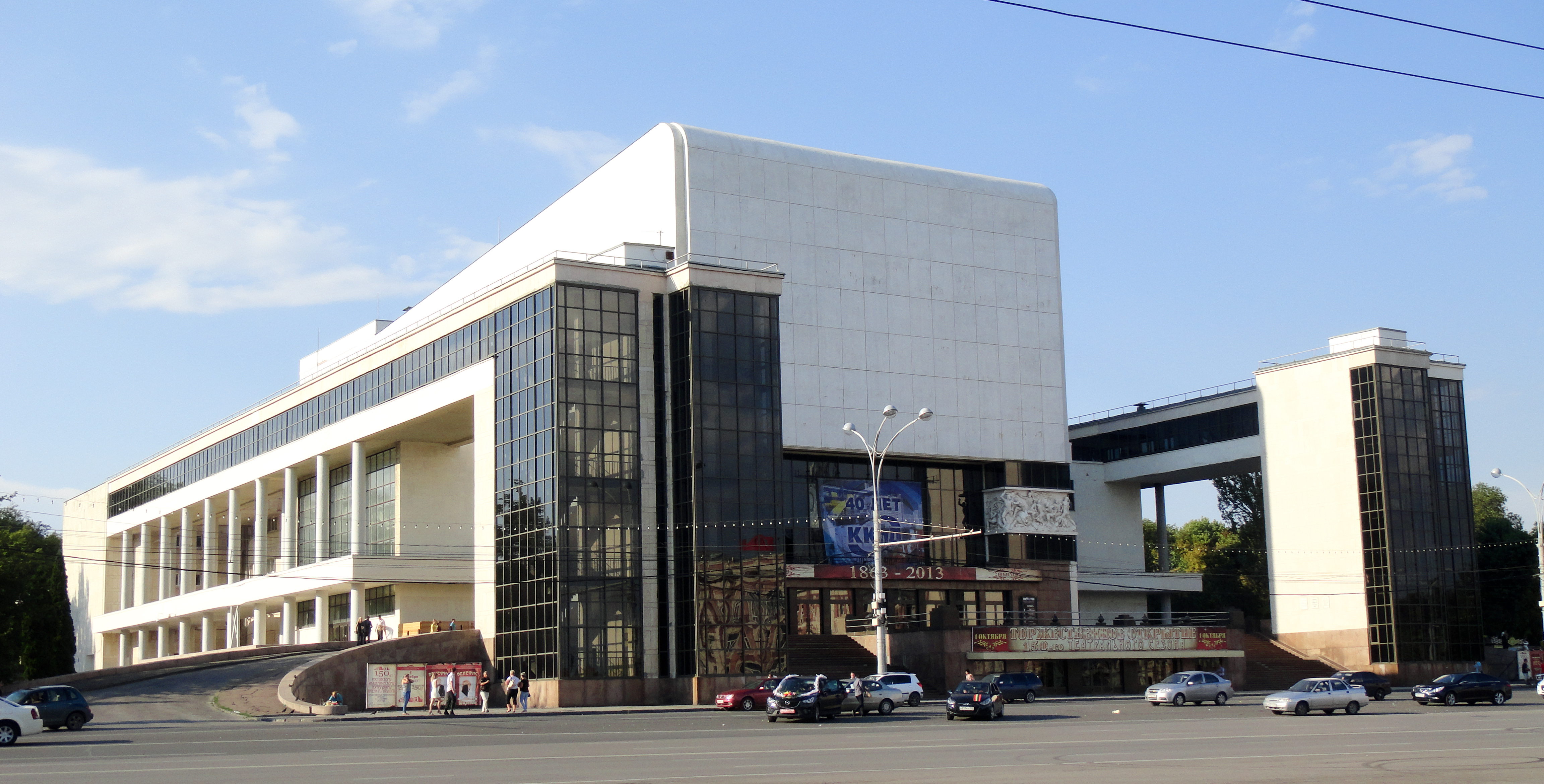
Здание Ростовского государственного Драматического театра имени М. Горького
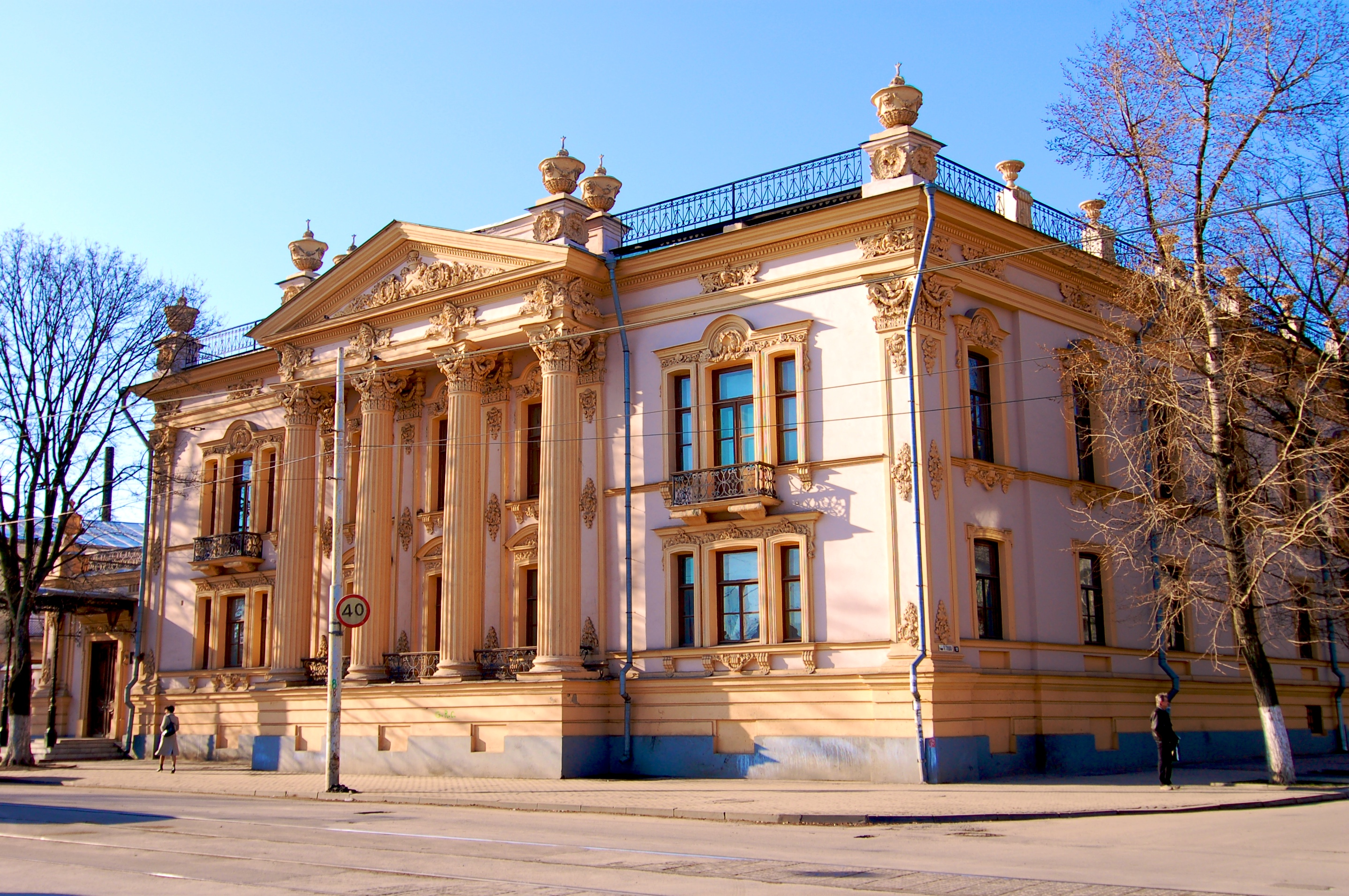
Дворец Алфераки
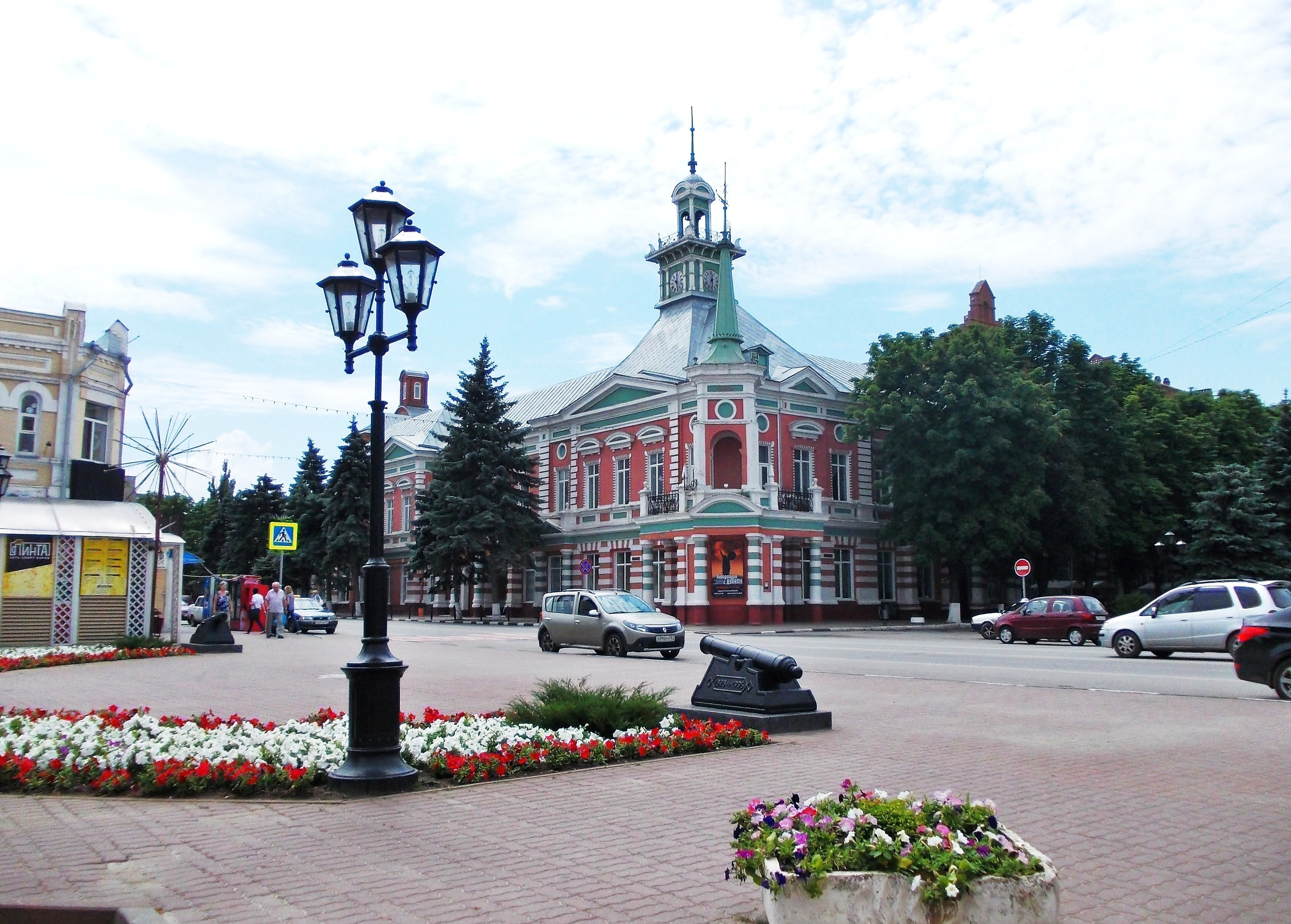
Азовский историко-археологический и палеонтологический музей-заповедник